# 元寿 (大理)
元寿（1203年？—1204年）是大理国皇帝段智廉的第二個年号，共計約2年。元壽二年十一月段智祥即位沿用。
该年号，在雲南文獻只见于李京《云南志略》、胡蔚《南詔野史》、馮蘇《滇考》和李兆洛《纪元编》，李崇智认为是他书漏载。
起訖年，方詩銘、李崇智、段玉明、李家瑞、王雲、黃德榮作？－1204年，

## 年號及改元出處
- 倪輅《南詔野史》：「宋寧宗慶元六年（1200）立，改元鳳曆。……卒。」
- 胡蔚《增訂南詔野史》：「南宋寧宗庚申慶元六年（1200）即位。明年（1201），改元鳳曆，又改元元壽。……寧宗乙丑開禧元年（1205），智廉卒，在位五年。」
- 王崧《雲南備徵志》：「宋寧宗慶元六年（1200）八月即位，改元鳳曆。……甲子（1204），帝薨。」
- 諸葛元聲《滇史》：「段氏十九世智廉，以宋寧宗慶元六年庚申（1200）立，改元鳳曆，在位六年卒。」
- 李京《雲南志略》：「子智廉立，改元鳳曆、元壽。在位六年。」
- 楊慎《滇載記》：「智連以宋寧宗慶元六年（1200）立，改元鳳曆。」
- 馮蘇《滇考》：「寧宗慶元六年（1200），子智廉嗣，改元鳳曆、元壽，在位六年卒。」
- 《白古通記淺述》：「智廉立六年。」
- 李兆洛《紀元編》：「段智連〈智興子〉，鳳曆〈慶元六年〉，元壽。」

## 紀年
| 元壽 | 元年?  | 二年?  |
| ---- | ------ | ------ |
| 西元 | 1203年 | 1204年 |
| 干支 | 癸亥   | 甲子   |

## 同期存在的其他政權年號
- 中國
  - 嘉泰（1201年－1204年）：宋－宋寧宗趙擴之年號
  - 天禧（1178年－1211年）：西遼－遼末主耶律直魯古之年號
  - 泰和（1201年－1208年）：金－金章宗完顏璟之年號
  - 天慶（1194年－1206年）：西夏－夏桓宗李純祐之年號
- 越南
  - 天資嘉瑞（1202年－1205年）：李朝－李龍翰之年號
- 日本
  - 建仁（1201年－1204年）：土御門天皇與源氏之年號
  - 元久（1204年－1206年）：土御門天皇之年號